# Sotterns skärgård
Sotterns skärgård este o arie protejată (arie specială de conservare — SAC, sit de importanță comunitară — SCI, arie de protecție specială avifaunistică — SPA) din Suedia întinsă pe o suprafață de 707 ha, integral pe uscat.

## Localizare
Centrul sitului Sotterns skärgård este situat la coordonatele 59°02′19″N 15°28′05″E / 59.0385°N 15.4681°E.

## Înființare
Situl Sotterns skärgård a fost declarat sit de importanță comunitară în ianuarie 1997 pentru a proteja 10 specii de animale. Alte tipuri de protecție:
- arie de protecție specială avifaunistică (în ianuarie 1998)[2]
- arie specială de conservare (în martie 2011)[1][3][4]

## Biodiversitate
Situată în ecoregiunea boreală, aria protejată conține 1 habitat natural: Taiga vestică.
La baza desemnării sitului se află mai multe specii protejate:
- păsări (8): buhai de baltă (Botaurus stellaris), Branta leucopsis, erete de stuf (Circus aeruginosus), lebădă de iarnă (Cygnus cygnus), cufundar polar (Gavia arctica), sfrâncioc roșiatic (Lanius collurio), vultur pescar (Pandion haliaetus), chiră de baltă (Sterna hirundo)
- pești (2): zvârluga (Cobitis taenia), zglăvoacă (Cottus gobio)